# Dovetail Games
 (août 2017).
Si vous disposez d'ouvrages ou d'articles de référence ou si vous connaissez des sites web de qualité traitant du thème abordé ici, merci de compléter l'article en donnant les références utiles à sa vérifiabilité et en les liant à la section « Notes et références ».
Dovetail Games (parfois abrégé en DTG), un nom commercial de RailSimulator.com Ltd (RSC), est un développeur et éditeur de jeux vidéo britannique. Il a été formé en 2008 par Paul Jackson (ancien vice-président de la société Electronic Arts[Quoi ?] et directeur général d'ELSPA, maintenant UKIE), Tim Gatland et Charlie McMicking. Le produit phare de cette entreprise est la franchise RailWorks, maintenant appelée Train Simulator.
Développé pour PC, Train Simulator est disponible en tant que produit physique (au moyen de CD d'installation) chez certains détaillants de jeux vidéo et en téléchargement via la plateforme Steam.
Le studio s'est par la suite étendu à divers jeux vidéo de simulation, dont Euro Fishing, Dovetail Games Flight School, Flight Sim World et le jeu Train Sim World, descendant de la franchise Train Simulator. Dovetail Games a également participé au développement de la version Steam de Flight Simulator X.